# ヴォイテク (兵隊クマ)
ヴォイテク（ポーランド語: Wojtek [ˈvɔjtɛk] 1942年 - 1963年12月2日）は、第二次世界大戦中にポーランド軍に所属したシリアヒグマ。連合軍における正式階級は伍長。「兵隊クマ」としてモンテ・カッシーノの戦いにおいて、ヴォイテクは弾薬運搬作業に力を貸したことで知られる。

## 生涯

### 生い立ち
1942年、イランのハマダーン付近で、現地の少年が親を猟師に撃たれて亡くしたヒグマの赤ん坊を発見した。少年はそれを肉の缶詰2、3個程と引き換えにポーランド人難民に譲渡したが、まもなく難民の一行の手には余るようになり、近くに駐屯していたポーランド陸軍に引き取られた。
そのクマは1歳にも満たなかったため、当初は固形の餌をうまく飲み込むことができず、コンデンスミルクを空のウォッカの瓶に入れて与えられた。彼は「ヴォイテク」と名づけられた。「ヴォイテク」はポーランドの一般的な男性名「ヴォイチェフ」の愛称形であるが、もとの「ヴォイチェフ」の原義は「戦士」「武人」であり、「戦を楽しむ者」「微笑む戦士」といった意味となる。

### 軍歴

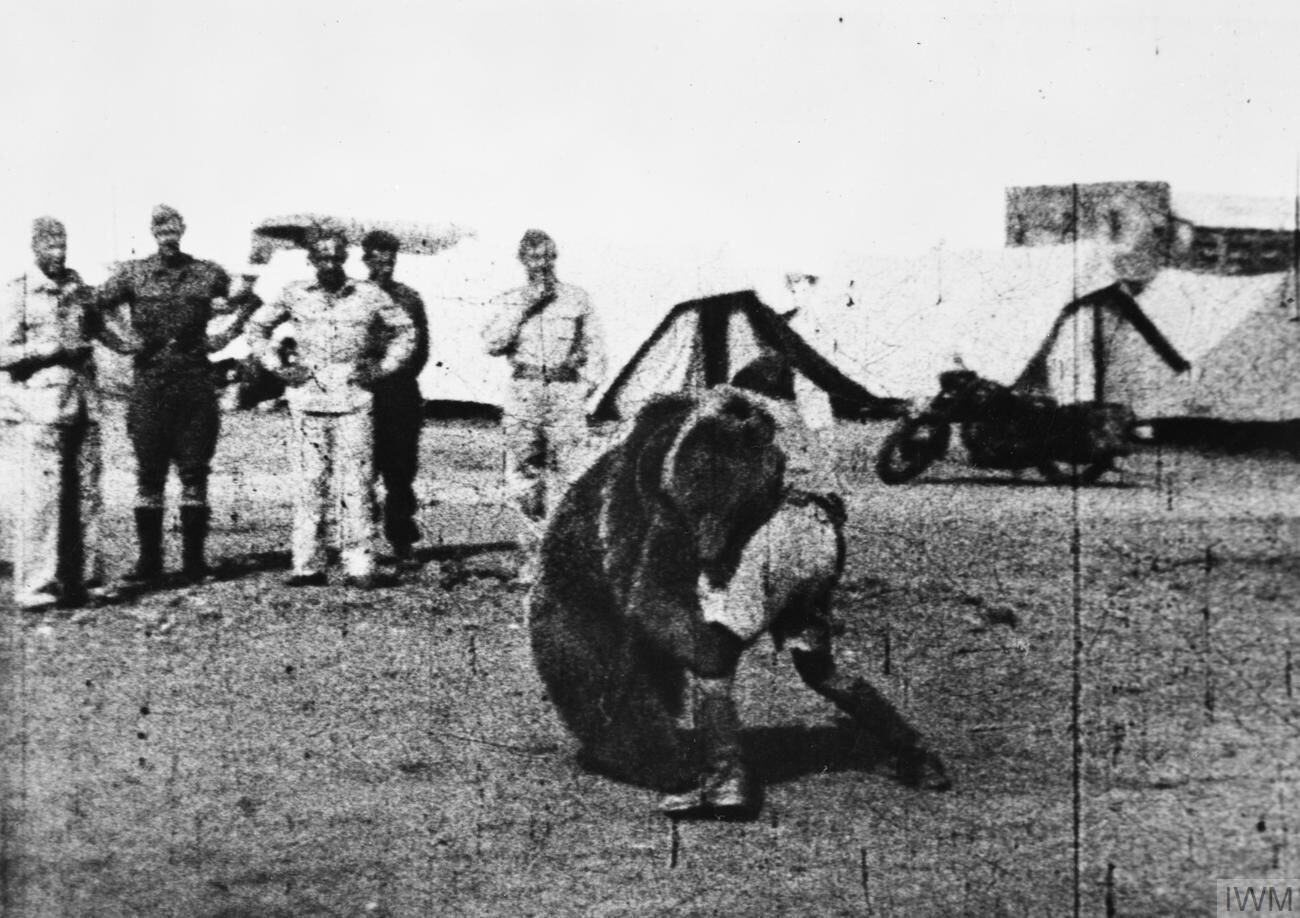
レスリング遊びに興じる様子

砲弾を担ぐヴォイテクをかたどった第22輸送中隊の部隊章

ヴォイテクは兵士たちとのレスリング遊びに興じ、挙手の敬礼を覚えた。彼は兵士や一般人らの注目を集め、間もなく付近に駐屯していた全部隊の非公式のマスコットとなった。そのおかげでポーランド陸軍に正式に徴兵され、ポーランド第2軍団第22弾薬補給中隊に配属された。彼は部隊とともにイラクに移動し、シリア、パレスチナやエジプトを経由して、南イタリアに入った。輸送船で動物を運ぶことは禁じられていたため、裏技としてヴワディスワフ・アンデルス中将の計らいでヴォイテクに伍長の階級が与えられ、彼専用の軍籍番号と軍隊手帳が発行され、さらに、タバコ、現金も支給され渡航が許可された。
果物やマーマレード、ハチミツ、そしてシロップを食し、時々ご褒美として、最も好んでいたビールをもらっていた。またタバコを好んで吸ったり食べたりしたという。
正式に兵士として従軍した彼は、他の兵士とともにテントの中で、あるいは特別製の木枠に入って眠った。この木枠はトラックで輸送された。多くの証言によれば、モンテ・カッシーノの戦いにおいては部隊の一員として弾薬を運び、足場の悪い山岳地帯でも決して弾薬箱を落とすことは無かったという。
モンテ・カッシーノ戦の終結後、ポーランド軍の司令部はヴォイテクの人気を認め、「砲弾を持つクマをかたどった紋章」を第22中隊の公式シンボルとすることを承認した（その時までに、中隊は第22輸送中隊に改称された）。

### 戦後
1945年に第二次世界大戦が終結すると、彼は第2軍団の残存将兵と共にスコットランドのバーウィックシャーに送られた。第22輸送中隊はダンズ近くのハットン村に駐屯し、付近の住民や報道の間で人気者になり、ヴォイテクはスコットランド・ポーランド文化協会の名誉会員に選ばれた。
1947年11月15日の動員解除の後、エディンバラ動物園に入園、そこで余生を過ごし、時々訪れるジャーナリストや元ポーランド軍兵士の何人かはヴォイテクにタバコを投げ与えていた。ただしタバコに火を点ける者がいなかったため、彼はタバコを喫うことはできず、食べるしかなかった。

### 死亡
メディアの注目はヴォイテクの人気を高め、BBCのテレビ番組『ブルー・ピーター』にゲストとしてたびたび出演した。
1963年12月2日に22歳で死去。死亡したときの体重は約250kg、体長は180cmを超えていた。

### 死後

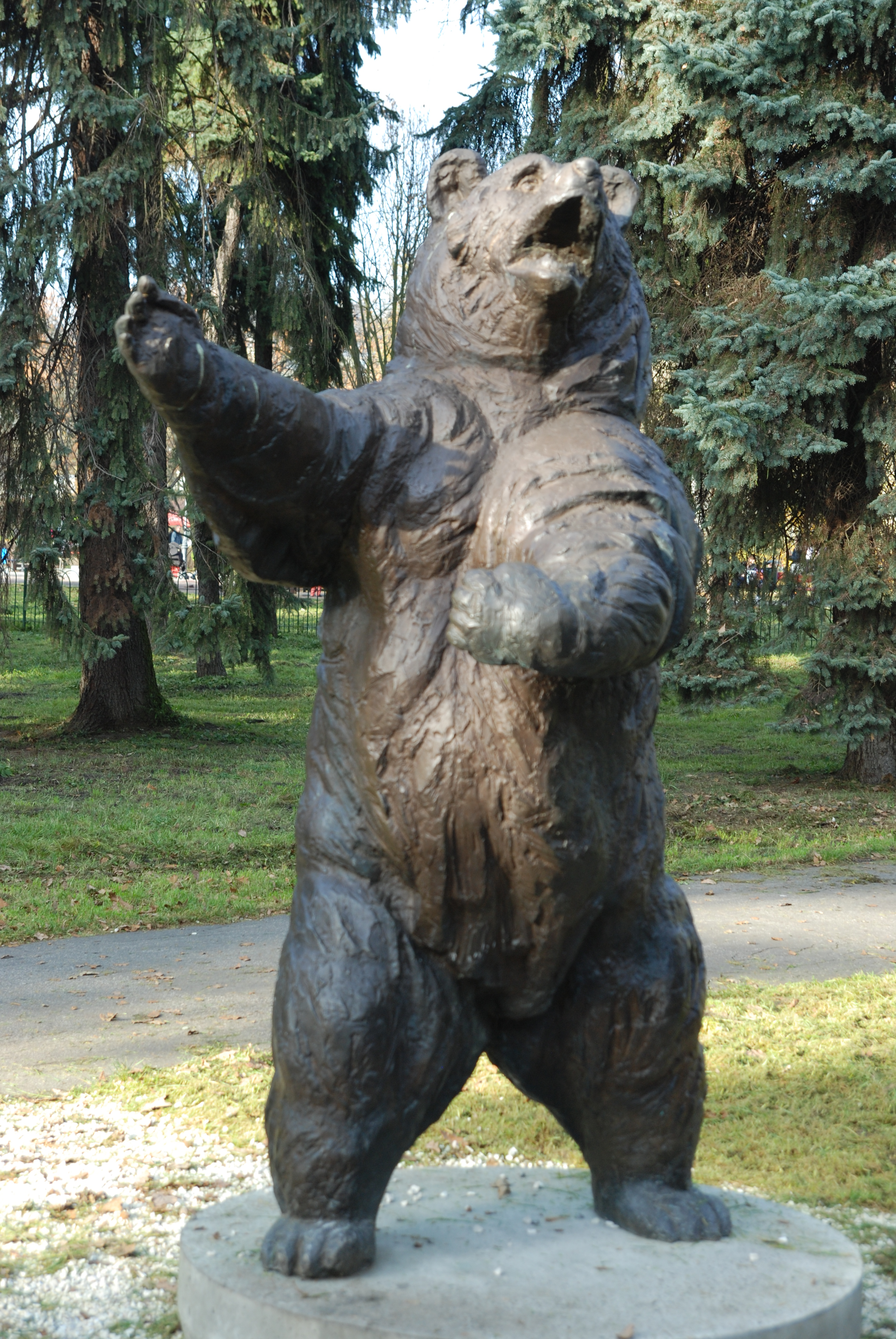
クラクフの公園に建てられたヴォイテクの銅像

この兵隊クマを追悼し、エディンバラ動物園には石板、ダックスフォード帝国戦争博物館およびオタワのカナダ戦争博物館には飾り額が、ロンドンのシコルスキ博物館には記念碑がある。またエディンバラに記念碑を立てようという提案がある。
チャールズ3世（当時皇太子）とその息子達が帝国戦争博物館を訪れたとき、3人はガイドに対し「ヴォイテクの話はよく知っているので説明しなくてよい」と言った。

## ドキュメンタリー
2011年、イギリスとポーランドの共同制作で、ドキュメンタリー Wojtek: The Bear That Went to Warが制作・放映された。日本では2012年にNHK教育テレビの『地球ドラマチック』において、『戦争に行ったクマ 〜ヴォイテクとポーランド兵たちの物語〜』と題して放送された。